# Альтруїзм у тварин
Альтруїзм у тварин (фр. altruisme, від лат. alter. — інший), альтруїстична поведінка — дія (сукупність дій) індивіда (групи особин), що приводить до підвищення пристосованості іншого індивіда (групи) коштом зниження власної пристосованості.
Вперше уявлення про альтруїстичну поведінку введено Дж. Б. Холдейном, а згодом найпослідовніше розвивалося Р. Триверсом. Будь-яка поведінка що знижує її репродуктивний потенціал та підвищує репродуктивний потенціал інших членів популяції, може розглядатися як прояв альтруїзму.
Альтруїзм у тварин найбільш яскраво проявляється у відносинах всередині родини, але також зустрічається і серед інших соціальних груп, у яких одна тварина жертвує своїм власним добробутом на користь іншої тварини.
Відповідно до наявних у соціобіології уявлень, альтруїстична поведінка може існувати у вигляді родинного альтруїзму — поведінки стосовно родичів (механізм підвищення сукупної пристосованості), а також у формі реципрокного (взаємного) альтруїзму — поведінки стосовно неспоріднених особин свого виду або особин іншого виду. При цьому передбачається, що надалі аналогічна поведінка буде продемонстрована цими особинами стосовно альтруїста або його родича.
Альтруїстична поведінка у тварин є несвідомою. Вона може відігравати важливу роль у еволюції, якщо їй слідує значна частина популяції; у цьому випадку користь від альтруїзму переважає шкоду, яку він викликає.
Концепція альтруїстичної поведінки у соціобіології не є загальноприйнятою, а сам термін у сучасній біології розглядається як метафоричний.

## Родинний добір і правило Гамільтона
Одним із можливих пояснень альтруїзму є родинний добір. Тобто альтруїсти поширюють свої гени не шляхом власного розмноження, а шляхом допомоги розмноженню їхніх родичів. Прикладом є еусоціальні комахи, в колоніях яких розмножуються лише королеви, а робочі особини розмножуються рідко, або взагалі не розмножуються.
Умови, за яких може виникати альтруїзм, встановлює правило Гамільтона. Згідно з цим правилом, гени, які за певних обставин зменшують шанси особини на розмноження (або пригнічують його взагалі — як у суспільних комах), можуть поширитись у популяції коли «величина внеску» (допомоги) іншим особинам для вирощування їхніх нащадків, помножена на спорідненість з цими особинами більша за «ціну допомоги». У цьому разі ця особина продукує таким чином більше копій своїх генів, ніж витрачаючи всі ресурси на власне розмноження. Математично це правило можна виразити так:
| C > rB |

де С — ціна, яку платить особина за допомогу іншим особинам (середнє число власних нащадків, які особина, що допомагає, могла б продукувати, замість допомоги), r — коефіцієнт спорідненості між альтруїстом і реципієнтом альтруїзму (наприклад r для батьків і нащадків дорівнює 0.5), B — вигода для реципієнта від допомоги особини-альтруїста (виражається в кількості нащадків, що продукує реципієнт, внаслідок допомоги альтруїста).

## Приклади альтруїзму у тварин
- Як альтруїстичну поведінку, наприклад, можна класифікувати реакцію «окрикування хижака» — поведінку, при якій зграйні особини сигналізують про наближення ворога, тим самим попереджаючи зграю та піддаючи себе небезпеці.

- Мурашки. Деякі види мурашок, які відчувають, що скоро помруть, залишають свої гнізда та гинуть на самоті. Наприклад, мурашки виду Temnothorax unifasciatus (Myrmicinae), які заражені спорами смертельного для них грибка Metarhizium anisopliae, за деякий час до своєї смерті (від декількох годин до декількох днів) залишали свій мурашник та йшли на велику відстань. Ця рятує інших мурашок від зараження новими спорами грибка[2].

- Терміти. Деякі члени сімей термітів виду Globitermes sulphureus гинуть, приносячи себе у жертву та «вибухаючи» після розриву спеціальних залоз з захисними секретами, які випускаються на мурашок[3].

- Собаки та кішки часто приймають осиротілих кошенят, більчат, каченят та навіть тигрят, проявляючи про них турботу, як про своїх власних малюків[4].

- Дельфіни підтримують хворих або поранених особин свого виду, плаваючи під ними протягом багатьох годин та одночасно підштовхуючи їх до поверхні таким чином, щоб вони могли дихати[5].

- Кажани-вампіри іноді відригують кров, щоб розділити її з хворими особинами свого виду, які не здатні знайти їжу[6][7].

- Моржі інколи приймають малюків-сиріт свого виду, які втратили власних батьків через напад хижаків[8].

- Африканські буйволи спробують врятувати члена свого стада спійманого хижаками. (Битва при Крюгері)[9]